# Nowy Dwór Mazowiecki
Nowy Dwór Mazowiecki (udtale [ˈnɔvɨ ˈdvur mazɔˈvʲɛt͡skʲi]  ( hør) ofte blot Nowy Dwór) er en by og en kommune (Gmina) der ligger i det østlige, centrale Polen, i voivodskabet Masovien (Województwo mazowieckie) og har 28.651(2021) indbyggere og et areal på 17,32 km². Den er administrationsby i powiatet (amt) Nowy Dwór.

## Historie
Stedet blev første gang nævnt i skriftlige kilder i 1294 og den fik stadsrettigheder efeter Kulmer lov 1374. I 1655 blev byen Nowy Dwór ødelagt af den svenske hær, hvilket resulterede i, at den mistede sine byrettigheder. Mennonitlandsbyen Deutsch-Kazun blev grundlagt i 1776 overfor Modlin-fæstningen. I 1782 genoprettede den sidste polske valgkonge Stanislaw Poniatovski byrettigheder til sin ejendom Nowy Dwór (polsk dwór - godset, nu - nyt).
Et af dets distrikter er Modlin, opstod ved at inkorporere den tidligere landsby Modlin i den voksende by i 1961. Modlin fort er nu også en del af byen. Mange strukturer relateret til fortet kan ses i Modlin-distriktet, herunder ruiner fra forsvarsstrukturer bygget under Napoleon Bonaparte og Tsarblokkene bygget mellem 1899 og 1901 for at huse soldater fra den russiske hær, og som stadig er i brug som private lejligheder i dag.

## Galleri
- Modlin jernbanestation
- Piłsudskibroen over the Wisła
- Ruiner af Modlin Fort